# Maria Dorotea de Saxònia-Weimar
Maria Dorotea de Saxònia-Weimar (en alemany Dorothea Maria von Sachsen-Weimar) va néixer a Weimar (Alemanya) el 14 d'octubre de 1641 i va morir al palau de Moritzburg de Zeitz l'11 de juny de 1675. Era una princesa de la Casa de Wettin, filla del duc Guillem IV (1598-1662) i d'Elionor Dorotea d'Anhalt-Dessau (1602-1664).

## Matrimoni i fills
El 3 de juliol de 1656 es va casar a Dresden amb Maurici de Saxònia-Zeitz (1619-1681), fill de l'elector Joan Jordi I de Saxònia (1585-1656) i de la princesa de Prússia Magdalena Sibil·la de Prússia (1587-1659). D'aquest matrimoni en nasqueren: 
- Elionor Magdalena (1658-1661).
- Guillemina Elionor (1659).
- Erdmuda Dorotea (1661-1720), casada amb el duc Cristià II de Saxònia-Merseburg (1653-1694).
- Guillem Maurici (1664-1718), casat amb Maria Amàlia de Brandenburg-Schwedt (1670-1737).
- Joan Jordi (1665-1666).
- Cristià August (1666-1725).
- Frederic Enric (1668-1713), casat primer amb Ângela Sofia de Württemberg-Bernstadt i després amb Filipina Anna de Schleswig-Holstein-Sonderburg-Schloss Meadow.
- Maria Sofia (1670-1671).
- Magdalena Sibil·la, nascuda i morta el (1672).
- Sofia Guillemina, nascuda morta el (1675).